# Sindicato de Obreros del Campo
El Sindicato de Obreros del Campo era un sindicato obrero reivindicativo, de clase, unitario, democrático, independiente, sociopolítico, ecologista, solidario, nacionalista andaluz e internacionalista de Andalucía. El SOC promovía la defensa de los trabajadores del medio rural y, en particular, los intereses de los jornaleros sin tierra de Andalucía. Su nombre completo es Sindicato de Obreros del Campo y del Medio Rural de Andalucía (SOC-MRA) y desde 2007 está integrado en el Sindicato Andaluz de Trabajadores (SAT). Como SOC tenía presencia en las ocho provincias andaluzas, aunque su mayor arraigo reside en las provincias de Cádiz y Sevilla.

## Historia
El SOC se constituyó como tal en la Asamblea Fundacional celebrada en Antequera en agosto de 1976. No obstante, antes de esa fecha ya eran continuos los contactos entre las Comisiones de Jornaleros de cada pueblo y comarca. Estas se venían creando desde la primavera de 1975 con el objetivo de organizar a los jornaleros andaluces.

"El SOC fue el primer sindicato legalizado en Andalucía tras la dictadura franquista y de hecho su número de inscripción en el Registro del Consejo Andaluz de Relaciones Laborales es el 1. El primer Congreso del SOC se celebró en Morón de la Frontera durante el mes de septiembre de 1977 y tuvo una especial importancia por ser el primer Congreso del sindicalismo agrario desde la Guerra Civil. Asistieron 250 delegados de toda Andalucía y fueron invitadas delegaciones de la CUT de Chile, la OLP de Palestina y el Frente Polisario del Sáhara Occidental"
SOC Andalucía

En sus primeros tiempos el SOC fue, además, fundador de la Confederación de Sindicatos Unitarios de Trabajadores (CSUT), sindicato vinculado al Partido del Trabajo de España (PTE), de orientación maoísta. En esta época destacaron dirigentes como Francisco Casero Rodríguez, Gonzalo Sánchez, Francisco Ortiz, Antonio Gómez, Juan Manuel Silva, Pepi Conde, Manuel Lara y Diamantino García, conocido este último como "el Cura de los Pobres".
La histórica huelga de hambre del pueblo de Marinaleda o las ocupaciones de fincas por toda Andalucía fueron convirtiéndose en señas de identidad de una forma alternativa de hacer sindicalismo. En estos primeros tiempos el SOC sufrió una importante represión, con miles de multas y cientos de sindicalistas procesados e incluso encarcelados:

"Desde la creación en 1974 y 1975 de las Comisiones de Jornaleros, que después darían paso a la creación del Sindicato de Obreros del Campo y hasta bien entrado los años 80, los militantes del SOC sufrimos una fuerte represión política y sindical, ya que las detenciones, alguna que otra paliza y la cárcel fueron normas habituales de los diferentes gobiernos (dictadura, UCD)"
SOC Andalucía

"El IX Congreso ha resuelto por unanimidad aprobar la ponencia de construcción de un Sindicato Andaluz del Trabajo que aglutine al sindicalismo de izquierdas, de clase, nacional y alternativo de Andalucía"
SOC Andalucía

En este Congreso se dio vía libre a que el SOC se presentara bajo determinadas condiciones a las elecciones sindicales:

"...la crítica que ha hecho el SOC al modelo actual de elecciones sindicales sigue siendo válida pues los precarios no pueden ejercer su derecho a participar y en el campo esto se traduce en que sólo pueden ejercer el voto el 2% de los trabajadores. Sin embargo, debemos dejar una puerta abierta para que bajo ciertas condiciones las uniones locales que así lo consideren puedan hacerlo. ¿Qué condiciones son esas? El acuerdo de la unión local, en primer lugar. Que las elecciones se realicen cuando haya campañas de recolección por que así se garantiza una mayor participación y no cuando le venga bien al empresario. Y en tercer lugar, la ejecutiva del sindicato debe aceptar a los candidatos de común acuerdo con la unión local"
SOC Andalucía

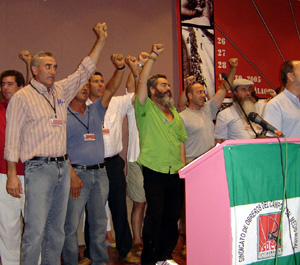
Diego Cañamero (camisa de rayas), Juan Manuel Sánchez Gordillo (camisa verde) y otros miembros del Comité Ejecutivo cantando el himno de Andalucía al finalizar el IX Congreso del SOC.

Los 269 delegados y delegadas eligieron por unanimidad al nuevo Comité Ejecutivo, donde destacan la figura de Juan Manuel Sánchez Gordillo, alcalde de Marinaleda y líder de la CUT; y del secretario general Diego Cañamero, portavoz del SAT entre 2007 y 2015 y alcalde de El Coronil (Sevilla) en dos ocasiones: entre 1987 y 1991, y entre 1995 y 2001.
Debido a su carácter sociopolítico, el SOC participó en campañas y movilizaciones políticas. Así, dirigentes y militantes de este sindicato se han manifestado a favor de la causa de la República Árabe Saharaui Democrática o de Palestina. Asimismo, también han visitado Cuba para mostrar su solidaridad contra el bloqueo estadounidense que sufre la isla. El SOC también estuvo activo en el movimiento contra la Guerra de Irak, simpatizando con la resistencia iraquí. El SOC participó también en el movimiento antiglobalización, debido a su vinculación a la organización internacional Vía Campesina y a los foros sociales. También pidió el voto negativo a la reforma del Estatuto de Andalucía, sometida a referéndum en febrero de 2007.

## Organización
El SOC se organizaba territorialmente mediante uniones locales que desarrollaban su actividad sindical en el marco de un municipio. Las uniones locales se coordinaban a nivel comarcal y envíaban representantes a la Asamblea Nacional del sindicato, máximo órgano de decisión entre congresos, de la misma manera que el actual funcionamiento interno del SAT.
El SOC estaba dirigido por un Comité Ejecutivo elegido por el Congreso y coordinado por el secretario general.

## Ideología
El SOC, debido a la práctica de la acción directa y a su oposición a las elecciones sindicales en el campo, entroncaba con la tradición libertaria y anarquista del movimiento jornalero andaluz. Sin embargo, su crítica a las elecciones sindicales no es de principio, como hace el anarquismo clásico, sino debida a la injusticia del sistema electoral. Según el Estatuto de los Trabajadores español, sólo los empleados con un mínimo de seis meses de antigüedad en la empresa tienen el derecho de voto, por lo que según los sindicalistas del SOC sólo el 2% de los 500.000 jornaleros tendrían derecho a voto con esta legislación, al estar contratados la inmensa mayoría de los trabajadores del campo durante las campañas de recolección, es decir, con contratos de muy corta duración.
El SOC, de hecho, llegó a presentar propuestas para la reforma del sistema electoral en el campo y así poder participar en las elecciones. En uno de sus últimos congresos el SOC aprobó abrir la puerta a la presentarse bajo ciertas condiciones.
El SOC se definía como un sindicato nacionalista andaluz en su declaración de principios:

"Si el marco de actuación es andaluz, es porque creemos que Andalucía es una nación a la que están robando su economía, su cultura, su lengua e incluso han llegado a desvirtuar su historia. Tenemos que ser conscientes que si no queremos seguir condenados al subdesarrollo, a la dependencia y a la marginación como pueblo, hay que luchar por el derecho de autodeterminación. El día de Andalucía es el 4 de Diciembre, aunque participaremos en todos aquellos actos que nos reafirmen como pueblo."
SOC Andalucía

El SOC ha llegado además a acuerdos con sindicatos nacionalistas de otros territorios de España para la protección de jornaleros andaluces en dichos territorios, como por ejemplo el sindicato vasco LAB.
Una cierta presencia del cristianismo de base también estuvo presente en el SOC en sus orígenes, sobre todo en la Sierra Sur de Sevilla, donde algunos párrocos pertenecientes al movimiento de curas obreros lideraron en sus localidades la formación del sindicato en la clandestinidad del franquismo. Entre otros destacaron las figuras de Diamantino García, párroco de Los Corrales, Estebán Tabares, párroco de Aguadulce y Juan Heredia, párroco de Gilena.
Junto al componente libertario y andalucista existía el legado marxista heredado de la pertenencia del SOC a la CSUT, sindicato mayoritariamente dirigido por el PTE.
Políticamente, el SOC estaba vinculado a un partido, la CUT, organización de las candidaturas unitarias de trabajadores formadas en diferentes localidades por sindicalistas del SOC en las elecciones municipales de 1979. Algunos de sus afiliados más destacados, como Diego Cañamero o Juan Manuel Sánchez Gordillo, comparten responsabilidades de dirección en ambas formaciones. La CUT (como CUT-BAI) se integra dentro de Izquierda Unida desde su fundación en 1986 hasta 2015 año de su salida, teniendo presencia como grupo en los órganos de dirección de la provincia de Sevilla, en Andalucía y a nivel federal.